# Nialamid
Nialamid – organiczny związek chemiczny, nieselektywny, nieodwracalny inhibitor monoaminooksydazy (MAOI) z grupy hydrazyd stosowany w przeszłości jako lek przeciwdepresyjny. Wycofany w 1974 roku ze względu na ryzyko hepatotoksyczności.
Działania niepożądane obejmują pobudzenie i bezsenność, rzadziej suchość w ustach, zawroty głowy, niewyraźne widzenie i hipomanię, a rzadko leukopenię i zapalenie wątroby. Podobnie jak w przypadku innych MAOI, równoczesne spożycie tyraminy może wywołać przełom nadciśnieniowy. Jest metabolizowany do izoniazydu, leku przeciwgruźliczego, w związku z czym był przeciwwskazany u pacjentów chorych na gruźlicę ze względu na ryzyko wyindukowania lekooporności prądków. Zalecany zakres dawek terapeutycznych wynosił od 75 do 200 mg na dzień, a dawka podtrzymująca 12,5 mg co drugi dzień.
Wykazuje też działanie przeciwmiażdżycowe.